# Forcipomyia atricella
Forcipomyia atricella är en tvåvingeart som beskrevs av Debenham 1987. Forcipomyia atricella ingår i släktet Forcipomyia och familjen svidknott. Inga underarter finns listade i Catalogue of Life.